# ريفالتا بورميدا
ريفالتا بورميدا (بالإيطالية: Rivalta Bormida)‏ هي بلدية في مقاطعة ألساندريا في إقليم بييمونتي في إيطاليا.

## السكان
في سنة 1861 بلغ عدد السكان 2٬260 نسمة، وتطور العدد ليصل في سنة 2011 لـ 1٬417 نسمة.
يظهر هذا المخطط البياني تطور النمو السكاني لـ ريفالتا بورميدا